# Albert Dunkley
Albert E. Dunkley (1877–1949) là một cầu thủ bóng đá người Anh. Là một outside left, ông thi đấu ở Football League cho Leicester Fosse (1900; 11 lần ra sân), Blackburn Rovers (1903; 4 lần ra sân, một bàn thắng) và Blackpool (1906; 15 lần ra sân, 3 bàn thắng).